# Eilema natava
Eilema natava är en fjärilsart som beskrevs av Moore 1859. Eilema natava ingår i släktet Eilema och familjen björnspinnare. Inga underarter finns listade i Catalogue of Life.